# Else Lehmann
Else Lehmann, oppure Lehmann-Kuh (Berlino, 27 giugno 1866 – Praga, 6 marzo 1940), è stata un'attrice teatrale tedesca.

## Biografia
Figlia di un direttore assicurativo, Else Lehmann ha frequentato dapprima una scuola conventuale e poi ha preso lezioni di recitazione con il regista Franz Kierschner. Debuttò nel 1885 allo Stadttheater di Brema come Page in Lohengrin di Richard Wagner.
Successivamente viaggiò attraverso la Germania e soggiornò a Treviri, Metz e Sondershausen. 
Nel 1888 arrivò al Wallner-Theater di Berlino. Il regista tedesco Otto Brahm le diede il ruolo di Helene Krause, il 20 ottobre 1889, nella prima mondiale di Vor Sonnenaufgang (Prima dell'autora), il primo dramma di Hauptmann, dal palco del Lessingtheater.
Questa esibizione ha contribuito al suo successo, dato che diventò da allora l'interprete principale del Naturalismo tedesco, non solamente delle opere di Gerhart Hauptmann, caratterizzandosi per le sue peculiarità recitative come l'immediatezza della mimica e della dizione, qualità apprezzate dalla critica teatrale contemporanea.
Nel 1891 lavorò al Deutsches Theater nell'anteprima di Die Weber (I tessitori), nel 1893 entusiasmò nel ruolo di Luise Hilse, e ancora di più nello stesso anno come la signora Wolff nella Der Biberpelz (La pelliccia di castoro).
Nel 1898 interpretò Hanne Schäl in Fuhrmann Henschel, nel 1903 assunse il ruolo principale di Rose Bernd. 
Nel 1905 seguì il regista Otto Brahm al Lessingtheater.
Nel 1911 ha interpretato la signora John in Die Ratten (I topi) e nel 1920 la signora Vockerath in Einsame Menschen (Gente solitaria). 
Oltre che nelle opere di Hauptmann, Else Lehmann recitò, egregiamente, nei drammi di Ibsen, tra i quali, Le colonne della società, Spettri e John Gabriel Borkman.
La prima sordità la costrinse ad abbandonare il palcoscenico negli anni venti. Si è trasferita a Praga con suo marito, il giornalista e proprietario di giornali Oskar Kuh (1858-1930).
Poco prima della sua morte incontrò nel dicembre 1939 lo scrittore Erich Kästner.